# 龍源寺 (東京都港区)
龍源寺（りゅうげんじ）は、東京都港区にある臨済宗妙心寺派の寺院。

## 歴史
創建年代は不明である。ただ開基の松嶺隠尼は米沢藩第2代藩主上杉定勝の娘であることから、江戸時代前期の創建と推測される。また当寺に安置されている「水月観音」に「永禄七年（1564年）」の記述があることから、戦国時代には既に存在していた可能性もある。
1624年（寛永元年）の時点では、武蔵国豊島郡麻布今井村（現・港区六本木）に位置していたが、1700年（元禄13年）に現在地に移転した。
18世紀前半、当寺第5世住職正天和尚に帰依した中津藩藩主奥平昌成によって中興された。これまで寺号が無く、院号の「龍翔院」を名乗っていたが、1739年（元文4年）に「龍源寺」の寺号を名乗っている。大正期まで奥平家より香華料が送られていたという。
明治期、当寺は寺運衰微の極みであった。大正になって、ようやく再建の道筋が見えるようになってきた。幸いにも1923年（大正12年）の関東大震災や1945年（昭和20年）の空襲の難から免れることができた。

### 歴代住職
- 16世：松原泰道 － 仏教書執筆者、臨済宗妙心寺派教学部長。『般若心経入門』（祥伝社）がベストセラーに。仏教伝道文化賞・禅文化賞受賞
- 17世：松原哲明 － 仏教書執筆者
- 現住18世：松原信樹 － 仏教学者

## 交通アクセス
- 白金高輪駅より徒歩5分。